# Oakland (Califórnia)
Oakland é uma cidade localizada no estado americano da Califórnia, no condado de Alameda, do qual é sede. Foi incorporada em 4 de maio de 1852. É uma das âncoras da região metropolitana de Oakland-São Francisco-São José.
Com mais de 440 mil habitantes, de acordo com o censo nacional de 2020, é a oitava cidade mais populosa do estado e a 45ª mais populosa do país. Apesar de ser a mais populosa do condado de Alameda, comportando mais de 26% dos habitantes do condado, é a quarta cidade mais densamente povoada.

## Geografia
De acordo com o Departamento do Censo dos Estados Unidos, a cidade tem uma área de 202,1 km², dos quais 144,9 km² estão cobertos por terra e 57,2 km² (28,3%) por água.

## Demografia
Desde 1900, o crescimento populacional médio, a cada dez anos, é de 20,7%.

### Censo 2020
De acordo com o censo nacional de 2020, a sua população é de 440 646 habitantes e sua densidade populacional é de 3 041,8 hab/km². Seu crescimento populacional na última década foi de 12,8%, bem acima do crescimento estadual de 6,1%. É a oitava cidade mais populosa do estado e a 45ª mais populosa do país. A cidade abriga mais de 26% do total de habitantes do condado de Alameda. Embora seja a mais populosa do condado, é a quarta mais densamente povoada.
Possui 178 469 residências que resulta em uma densidade de 1 232 residências/km² e um aumento de 5,2% em relação ao censo anterior. Deste total, 5,9% das unidades habitacionais estão desocupadas. A média de ocupação é de 2,6 pessoas por residência.

### Censo 2010
Segundo o censo nacional de 2010, sua população era de 390 724 habitantes e sua densidade demográfica de 1 936,8 hab/km². Possuía 169 710 residências, que resultava em uma densidade de 1 174,5 residências/km².

### Celebridades nascidas em Oakland
- Ver Filhos ilustres de Oakland (Califórnia)

## Transportes
Oakland têm serviço da autocarros (AC Transit) locais, rápidos e que atravessam a baía, um serviço de metro BART, assim como taxis e ferry-boats que ligam Oakland a San Francisco.

### Estradas
Oakland têm ligação ao resto das cidade em volta da baía por várias auto-estradas Interestaduais. As auto-estradas mais importantes da cidade são a I-80, I-580, I-880, I-238 e a I-980. A Ponte da Baía liga as cidades de Oakland e San Francisco, e é utilizada por milhares de condutores todos os dias.

### Aeroportos

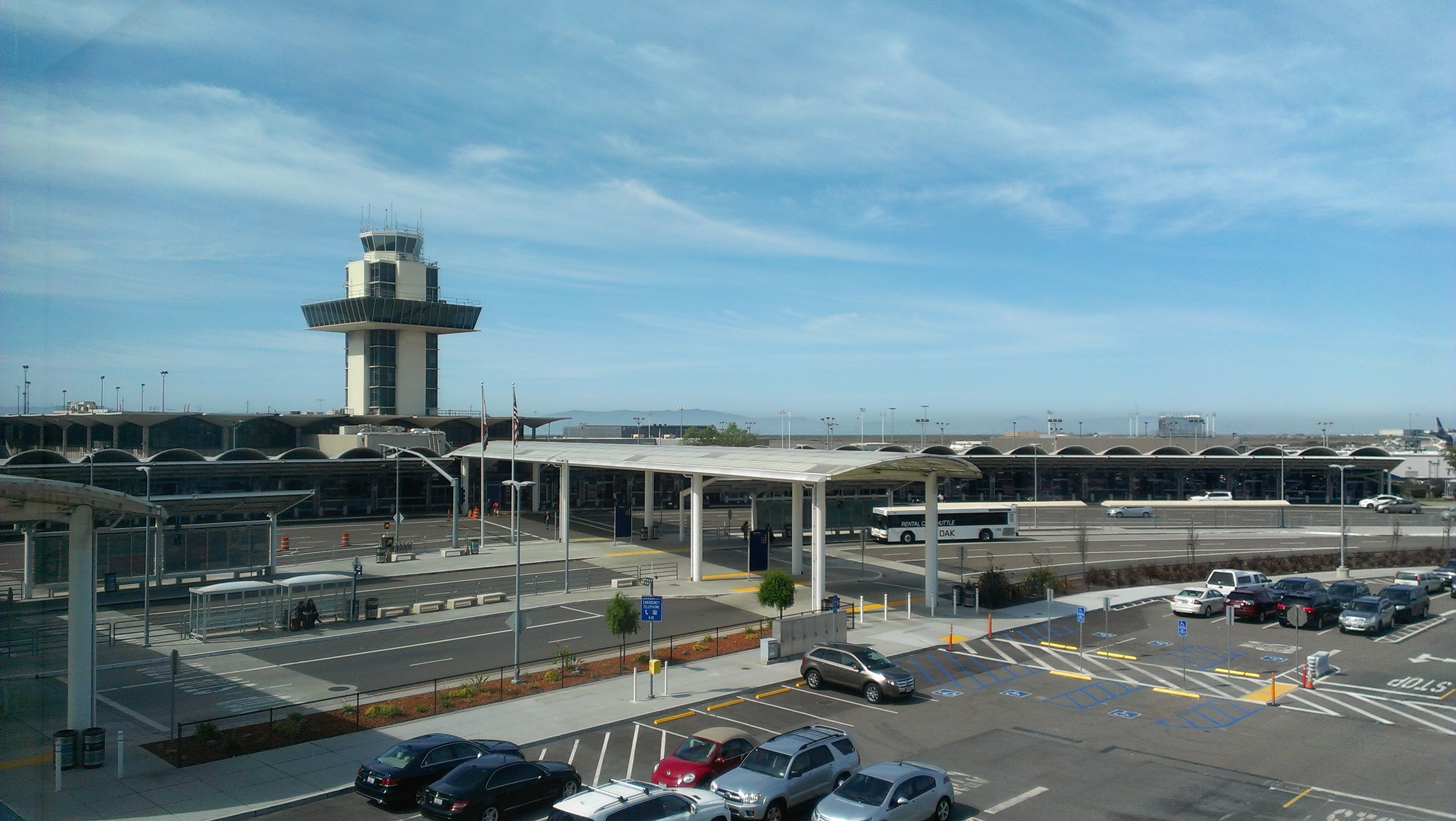
Aeroporto Internacional de Oakland.

O Aeroporto Internacional de Oakland, conhecido por OAK, é o preferido por muitas pessoas da zona pela abundancia de voos baratos, mesmo assim têm poucos voos internacionais (apenas para o México, Canadá e Ilha Terceira). Antigamente OAK era o aeroporto mais fácil de chegar da região devido à proximidade da estação de metro Coliseum/Oakland Airport, mas com a abertura da nova linha de metro até ao Aeroporto Internacional de San Francisco dentro do terminal, perdeu esse status.

## Esportes

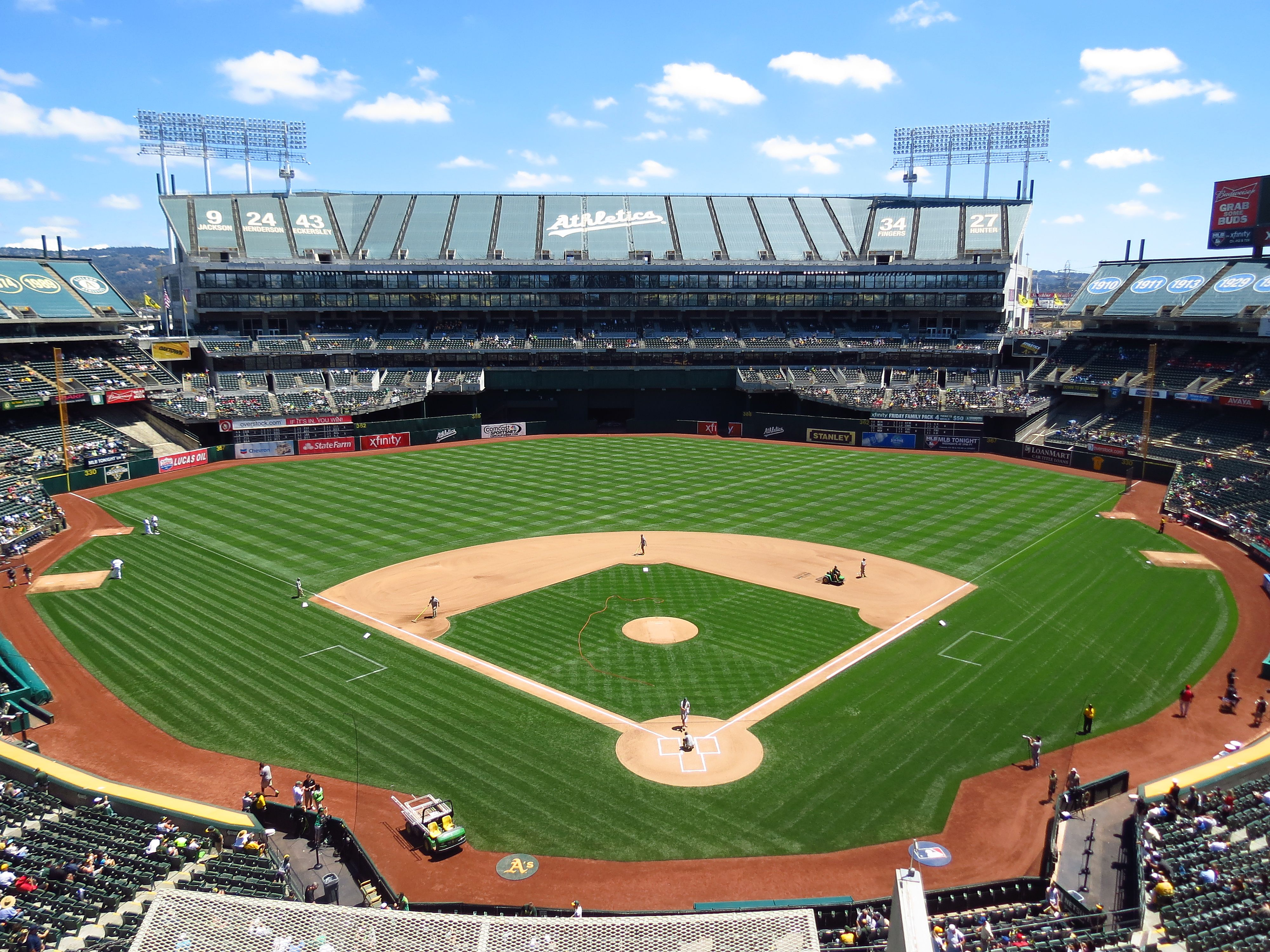
Oakland Alameda Coliseum, casa do Oakland Raiders (de 1960 a 1981 e 1995 a 2019) e do Oakland Athletics.

Oakland é a casa do Oakland Athletics, equipe de beisebol da Liga Americana da MLB  fundada em 1901 na Filadélfia. Se mudou para a cidade em 1968. Campeã 9 vezes da World Series (1910, 1911, 1913, 1929, 1930, 1972, 1973, 1974 e 1989). Joga no O.co Coliseum. 
O Oakland Alameda Coliseum também foi a casa do Oakland Raiders entre 1960 e 1981 e entre 1995 até 2019, quando a equipe se mudou para a cidade de Las Vegas. O Raiders é uma equipe de futebol americano que é membro da National Football League (NFL) jogando na American Football Conference (AFC), Divisão Oeste. Os Raiders já venceram 3 vezes o Super Bowl, 2 vezes como Oakland Raiders (em 1976 e 1980) e uma vez como Los Angeles Raiders (em 1983).
A cidade de Oakland também já foi sede da equipe 6 vezes campeã (1947, 1956, 1975, 2015, 2017 e 2018) da National Basketball Association (NBA), Golden State Warriors. Os Warriors mandaram seus jogos no Oakland Alameda Coliseum (com adaptação para o basquete) entre 1966 e 1967 e entre 1971 e 1996 e depois se mudaram para a Oracle Arena, do lado do Coliseum, onde ficaram de 1997 até 2019, quando a equipe se mudou para a vizinha São Francisco, no Chase Center.

## Marcos históricos
O Registro Nacional de Lugares Históricos lista 59 marcos históricos em Oakland, dos quais cinco são Marcos Históricos Nacionais. O primeiro marco foi designado em 15 de outubro de 1966 e o mais recente em 1 de fevereiro de 2021. O Lake Merritt Wild Duck Refuge é um dos marcos da cidade.